# Jane Aamund
Jane Aamund (Fredriksberg, 1936. november 8. – Hvide Sande, 2019. január 29.) dán író, újságíró.

## Művei
- Klinkevals (1989); Krajcárkeringő; fordította Tardoskeddi Éva; General Press, Budapest, 2004
- Juliane Jensen (1990)
- Oven vande (1992)
- Bag damen stod en Christian (1994)
- Colorado drømme (1997); Coloradói álmok; fordította Tardoskeddi Éva; General Press, Budapest, 2006
- Danskernes lille verden (1997)
- Den grønne port (1998)
- Kamæleonen (1999)
- Den hvide verden (2000)
- Vesten for måne (2002)
- Den irske stemme (2003)
- Udlængsel (2004)
- De grønne skove (2008)
- Smeltediglen (2009)
- Dengang det var sjovt (2010)
- Øjebliksbilleder (2010)
- Vindue uden udsigt (2011)

## Magyarul megjelent művei
- Krajcárkeringő; ford. Tardoskeddi Éva; General Press, Bp., 2004
- Coloradói álmok; ford. Tardoskeddi Éva; General Press, Bp., 2006

## Díjai
- Den Berlingske Fonds Journalistpris (1997)
- Bog & Idé-prisen (1997, 1998, 1999, 2004)
- De Gyldne Laurbær (1998)